# Сенное муниципальное образование
Сенное муниципальное образование — городское поселение в Вольском районе Саратовской области Российской Федерации.
Административный центр — рабочий посёлок Сенной.

## История
Статус и границы городского поселения установлены Законом Саратовской области от 27 декабря 2004 года № 86-ЗСО «О муниципальных образованиях, входящих в состав Вольского муниципального района».

## Население
| 2009  | 2010  | 2011  | 2012  | 2013  | 2014  | 2015  |
| ----- | ----- | ----- | ----- | ----- | ----- | ----- |
| 7033  | ↗7351 | ↘7335 | ↘7263 | ↘7260 | ↘7254 | ↘7178 |
| 2016  | 2017  | 2018  | 2019  | 2020  | 2021  |       |
| ↘7174 | ↘7070 | ↘6916 | ↘6752 | ↘6676 | ↘6458 |       |

## Состав городского поселения
| № | Населённый пункт | Тип населённого пункта                  | Население |
| - | ---------------- | --------------------------------------- | --------- |
| 1 | Карьер           | посёлок                                 | 21        |
| 2 | Ключи            | село                                    | ↘655      |
| 3 | Сенной           | рабочий посёлок, административный центр | ↘5881     |